# Fließfacetten
Fließfacetten sind muschelförmige Vertiefungen in Höhlenwänden, die während der vadosen Phase der Höhle im turbulenten, korrosiven Wasser entstehen. Die Facetten sind richtungsabhängig und es gibt einen Zusammenhang zwischen Fließgeschwindigkeit und der Größe. Je schneller das Wasser fließt, desto kleiner werden die Facetten.
Die Fließfacetten geben somit Auskunft über die fossilen Verhältnisse in den trockengefallenen Gangabschnitten.